# لورانس بي. جليكمان
لورانس بي. جليكمان (بالإنجليزية: Lawrence B. Glickman)‏ هو مؤرخ أمريكي، ولد في 10 يناير 1963 في نيويورك في الولايات المتحدة.